# Lill-Kåtaträsket
Lill-Kåtaträsket är en sjö i Bodens kommun i Norrbotten och ingår i Vitåns huvudavrinningsområde.